# Sari Jörgensen
Sari Jörgensen, née le 25 juillet 1980 à Radelfingen est une ancienne coureuse cycliste suisse, spécialiste de la descente, du dual slalom et du 4-cross en VTT.

## Palmarès en VTT

### Championnats du monde
- Cairns 1996
  -  Médaillée de bronze de la descente juniors
- Mont Sainte-Anne 1998
  -  Championne du monde de descente juniors
- Åre 1999
  -  Médaillée de bronze de la descente
- Sierra Nevada 2000
  - 4e du dual slalom
  - 8e de la descente
- Les Gets 2004
  - 4e du four cross

### Coupe du monde
- Coupe du monde de descente
  - 9e en 1998 (1 manche)
  - 8e en 1999
  - 8e en 2000

- Coupe du monde de dual slalom
  - 2e en 1998 (1 manche)
  - 4e en 1999
  - 5e en 2005

### Championnats d'Europe
- 1995
  - 2e de la descente juniors
- 2005
  - 9e du cross-country marathon

### Championnat de Suisse
- 2000
  -  Championne de Suisse de four cross
  - 2e du championnat de Suisse de descente
- 2004
  -  Championne de Suisse de four cross
- 2005
  -  Championne de Suisse de four cross
  - 2e du championnat de Suisse de descente